# Хохлов, Игорь Николаевич
И́горь Никола́евич Хохло́в (8 апреля 1937, Ленинград) — советский гребец, выступал за сборную СССР по академической гребле в конце 1950-х — начале 1960-х годов. Участник летних Олимпийских игр в Риме, неоднократный чемпион всесоюзных регат. Мастер спорта СССР. Заслуженный тренер СССР, доктор педагогических наук.

## Биография
Родился 8 апреля 1937 года в Ленинграде.
В 1960 году после победы на чемпионате СССР по академической гребле попал в основной состав советской национальной сборной и благодаря череде удачных выступлений удостоился права защищать честь страны на летних Олимпийских играх в Риме — был членом четырёхместного распашного экипажа Олега Александрова, Валентина Занина, Бориса Фёдорова и рулевого Игоря Рудакова. Сумел дойти до финала, в решающем заезде был близок к призовым позициям, в итоге пришёл к финишу четвёртым, пропустив вперёд команды Италии, Франции и Германии. За достижения в академической гребле ему присвоено звание мастера спорта СССР.
Завершив карьеру спортсмена, работал тренером по гребле, воспитал многих талантливых гребцов, в результате чего удостоен почётного звания «Заслуженный тренер СССР».
В период 1974—1991 гг. возглавлял комплексную научную группу по научно-методическому обеспечению подготовки сборной команды России по академической гребле. За успешную подготовку спортсменов награждён правительственной медалью «За трудовое отличие». Одновременно с этим являлся руководителем педагогического отдела Санкт-Петербургского научно-исследовательского института физической культуры, занимался исследованиями в направлении уточнения и детализации знаний о технической подготовленности спортсменов.
В 1997 году защитил докторскую диссертацию на тему «Методические детерминанты совершенствования тренировочного процесса в видах спорта с преимущественным проявлением выносливости».

## Награды
- Медаль «За трудовое отличие» (16.09.1960) — за успешные выступления в XVII летних и VIII зимних Олимпийских играх 1960 года, а также за выдающиеся спортивные достижения[6]